# Betul-Bazar
Betul-Bazar là một thị xã và là một nagar panchayat của quận Betul thuộc bang Madhya Pradesh, Ấn Độ.

## Nhân khẩu
Theo điều tra dân số năm 2001 của Ấn Độ, Betul-Bazar có dân số 9645 người. Phái nam chiếm 51% tổng số dân và phái nữ chiếm 49%. Betul-Bazar có tỷ lệ 73% biết đọc biết viết, cao hơn tỷ lệ trung bình toàn quốc là 59,5%: tỷ lệ cho phái nam là 79%, và tỷ lệ cho phái nữ là 67%. Tại Betul-Bazar, 12% dân số nhỏ hơn 6 tuổi.